# Paul Gebauer (Maler)

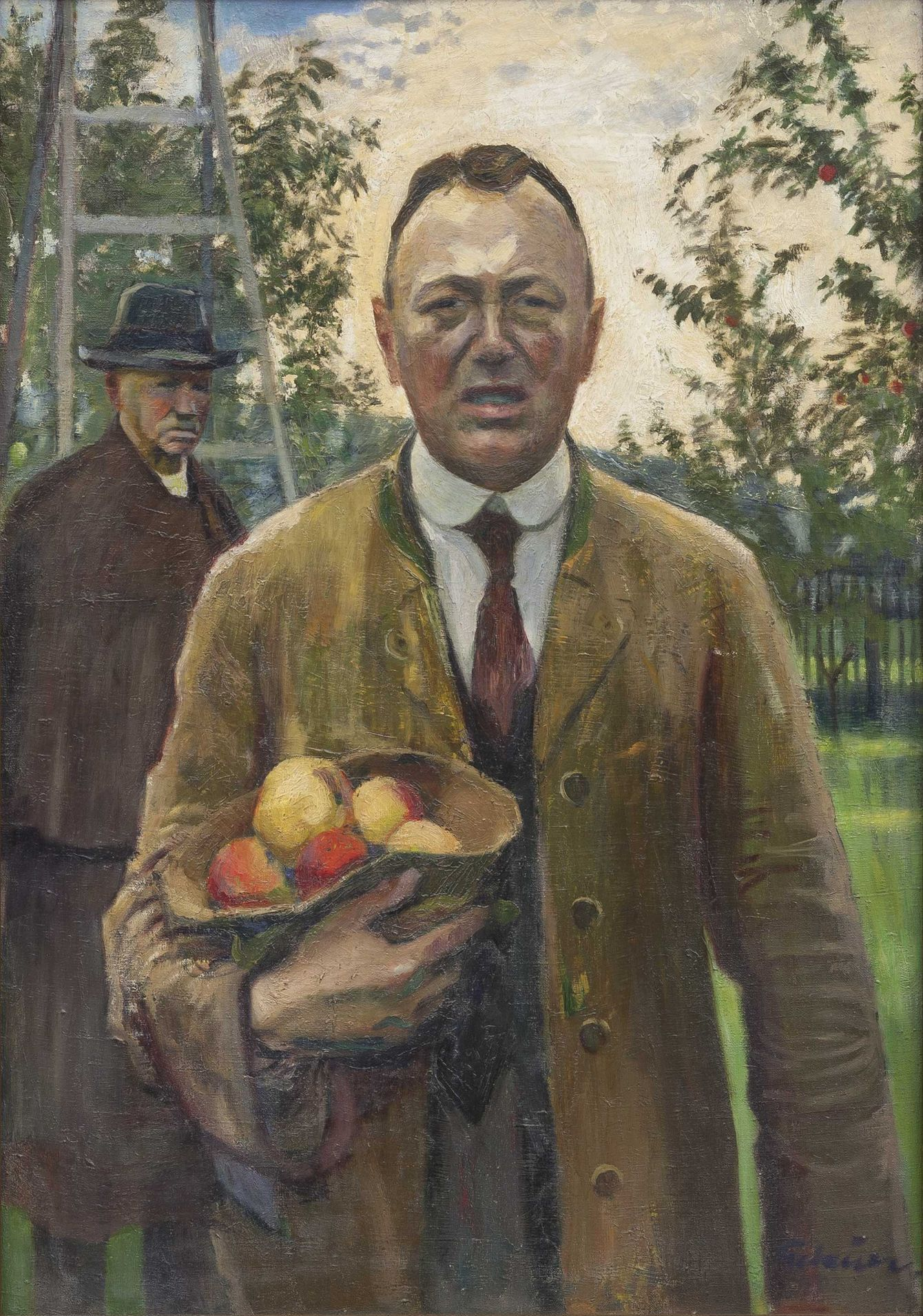
Paul Gebauer – Selbstporträt

Paul Gebauer (* 21. April 1888 in Zossen; † 18. September 1951 in Harburg in Bayern) war ein deutsch-schlesischer Maler und Landwirt. Er gehörte zu den bedeutendsten Malern von Österreichisch-Schlesien im 20. Jahrhundert. Die meisten seiner Werke befinden sich in den Sammlungen des Schlesischen Landesmuseums in Troppau.

## Leben und Wirken
Paul Gebauer wurde 1888 als Sohn von Josef Gebauer und Maria, geb. Schölder geboren. Seine Familie besaß seit 1708 einen Bauernhof in Zossen in Österreichisch-Schlesien und gehörte zu den angesehenen Bewohnern des Ortes. Sein Vater war von 1901 bis 1907 dort Bürgermeister und außerdem lange Zeit Vorsitzender des örtlichen Brennereivereins. Seine Mutter starb 1909, vier Jahre später heiratete sein Vater erneut.
Nach dem Besuch der Schulen in Troppau und Jägerndorf studierte er Malerei an der Akademie der bildenden Künste Wien und an der Akademie der Bildenden Künste Dresden bei Gotthardt Kuehl (1851–1915), Robert Sterl (1867–1932), Osmar Schindler (1867–1927), Oskar Zwintscher (1870–1916) und Richard Müller (1874–1954).
Im Ersten Weltkrieg verbrachte er drei Jahre an der Front. Er kämpfte in Russland, Rumänien, Italien und Ungarn, erreichte den Rang eines Leutnants und wurde für seine Verdienste mit dem Karls-Militärkreuz und zweimal mit der Verdienstmedaille des Militärs (dem sogenannten Signum Laudis) ausgezeichnet. Am Ende des Krieges 1918 musste er die Malerei zunächst aufgeben, weil er wegen der Erkrankung des Vaters den Bauernhof seiner Familie (Sosnová Nr. 21) übernehmen musste. Am 22. November 1921 heiratete er in Zossen Hilda Drößler (1898–??), die Tochter des Schulleiters aus Neu-Vogelseifen, im Bezirk Freudenthal. Am 24. Juni 1922 wurde die Tochter Hilda geboren, gefolgt von den Söhnen Paul und Herbert.
Erst um das Jahr 1926 begann er wieder mit der Malerei. Der größte Teil seiner Werke entstand dann zwischen 1928 und 1937. Er hat sich stets als „Kunstmaler und Bauer“ gesehen.
Gebauer war Mitglied im Metznerbund, in der Vereinigung deutscher bildender Künstler in der Tschechoslowakischen Republik (Böhmen und Mähren) – Kunstring Mährisch-Ostrau, in der Vereinigung bildender Künstler Schlesiens in Troppau und in der Zeit des Nationalsozialismus der Reichskammer der bildenden Künste.
Am 5. Mai 1945 übernahm eine tschechische Abordnung die Verwaltung des Dorfes. Im August 1946 erfolgte die Vertreibung aus der schlesischen Heimat. Er ließ sich mit seiner Familie im schwäbischen Donauwörth nieder. Er starb 1951 in Harburg in Bayern.

### Schaffen

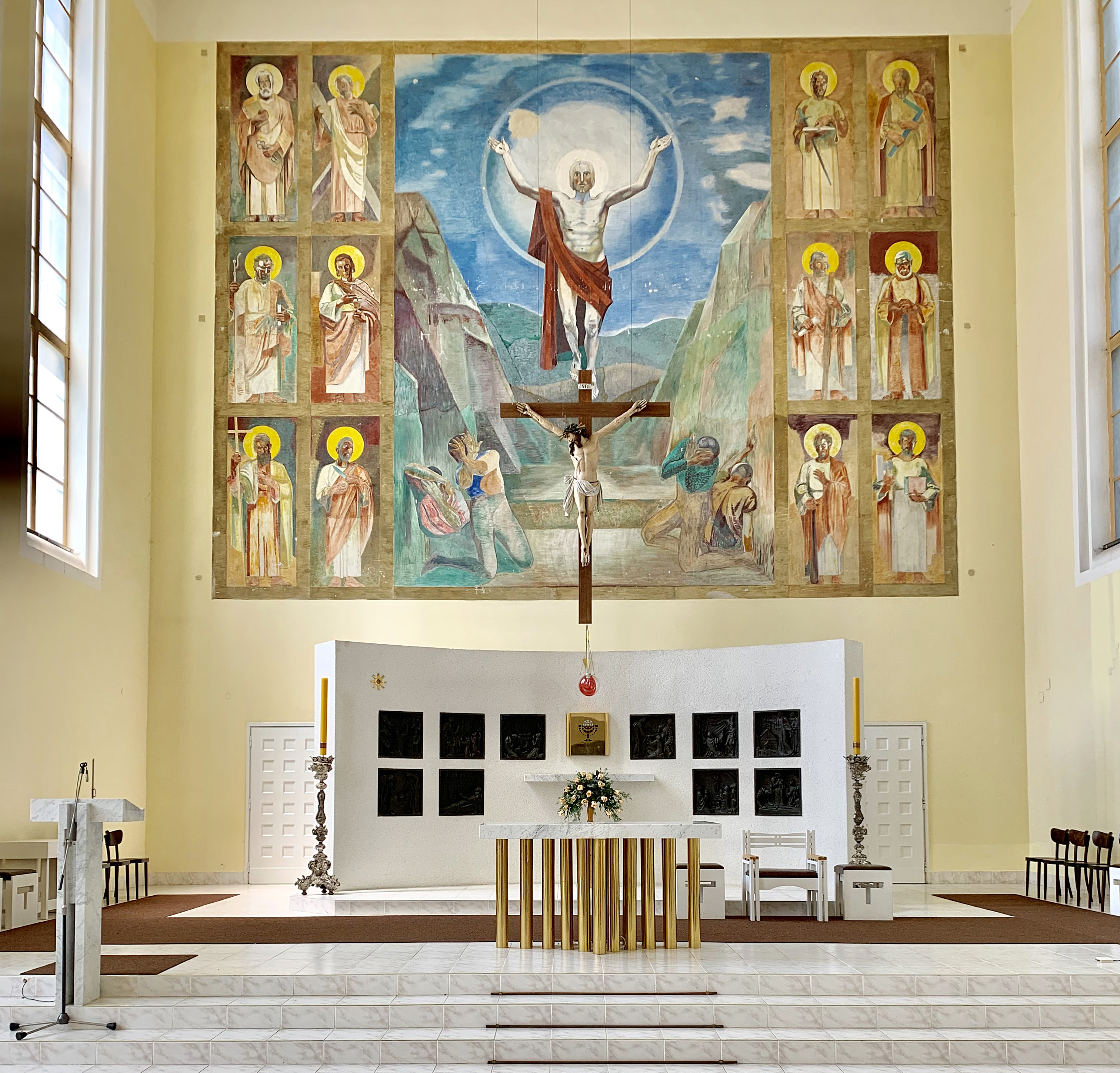
Altarfresko Auferstehung Christi in der Kirche St. Hedwig in Opava

Wie seine frühen Arbeiten zeigen, war Paul Gebauer durch sein Studium in Dresden zunächst vom Impressionismus beeinflusst. Während seines Studiums hatte er auch Illustrationen und Karikaturen für die Zeitschriften Meggendorfer Blätter und Jugend gestaltet.
Nach dem Ersten Weltkrieg war er über den Expressionismus zum magischen Realismus gelangt. Der Hauptteil seines künstlerischen Schaffens entstand in den Jahren 1928 bis 1937 im Stil der Neuen Sachlichkeit.
Thematisch widmete er sich drei Bereichen: der Porträtmalerei, der Genredarstellung landwirtschaftlicher Arbeiten und großen figürlichen Kompositionen (meist Gruppendarstellungen mit soziale Bezügen). In seinen Gemälden verewigte er seine Familie sowie Verwandte, Dorfbewohner, Kinder und sich selbst. Zu den Höhepunkten seines Werks zählen die zahlreichen Gruppenporträts aus dem Bauernleben in Schlesien, in denen er zum Füllen des Bildraums eine „deformierte Perspektive“ (Anna Habánova) anwandte. Durch seinen modernistischen Ansatz, auch Szenen nach Fotografien zu malen, kann er als Vorläufer des späteren Fotorealismus gelten.
Paul Gebauer muss ab dem Ende der 1920er Jahre mit seinen regionalen Motiven von Dorf- und Agrarthemen und des Bauerntums in Schlesien als ein Vertreter der Heimatkunst gelten, der seine Bilder aber auf moderne realistische Weise im Stil der Neuen Sachlichkeit gestaltete.
Er wurde dabei auch mit Albin Egger-Lienz (1868–1926) verglichen.
Aber seine Vorstellungen von bäuerlicher Heimatkunst kamen auch den nationalsozialistischen Vorstellungen von Kunst und der Darstellung des Menschen entgegen.
Zu seinen Kunstwerken im öffentlichen Raum der Stadt Opava zählen die Fresken Der Weg zum Glück im Sparkassengebäude und Der Sämann in der ehemaligen Stadtbücherei am Troppauer Fischmarkt (vormals Marieninstitut) sowie das zerstörte Fresko Merkur mit Allegorie der Landwirtschaft und der Industrie an der Lünette des ehemaligen Hauses Kern in Opava, Mánesova 1684/7.
Sein Schaffen umfasste auch Fresken und sakrale Gemälde im Geiste des monumentalen Realismus, wie das Altarfresko Auferstehung Christi (1936–1938) in der Kirche St. Hedwig in Opava und das Gemälde Allegorie auf die Geburt Christi zeigt.
Sein Gemälde Hans Kudlich bringt den Bauern Freiheit, dass 1941 für ein geplantes Hans Kudlich-Museum in Lobenstein (Úvalno) vorgesehen war, kam nicht mehr zur Ausführung.

## Werke (Auswahl)

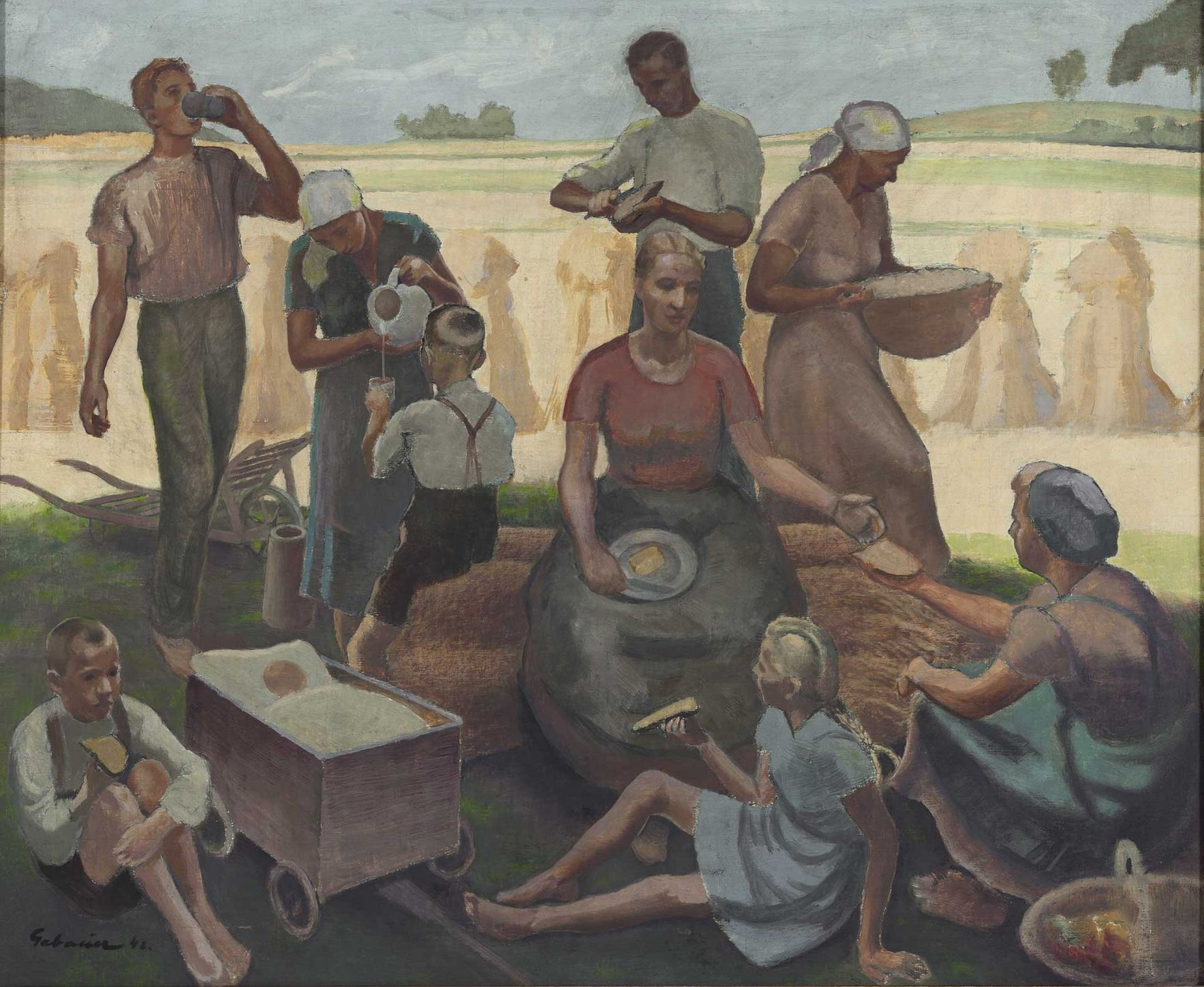
Erntemahlzeit oder Vesper auf dem Feld

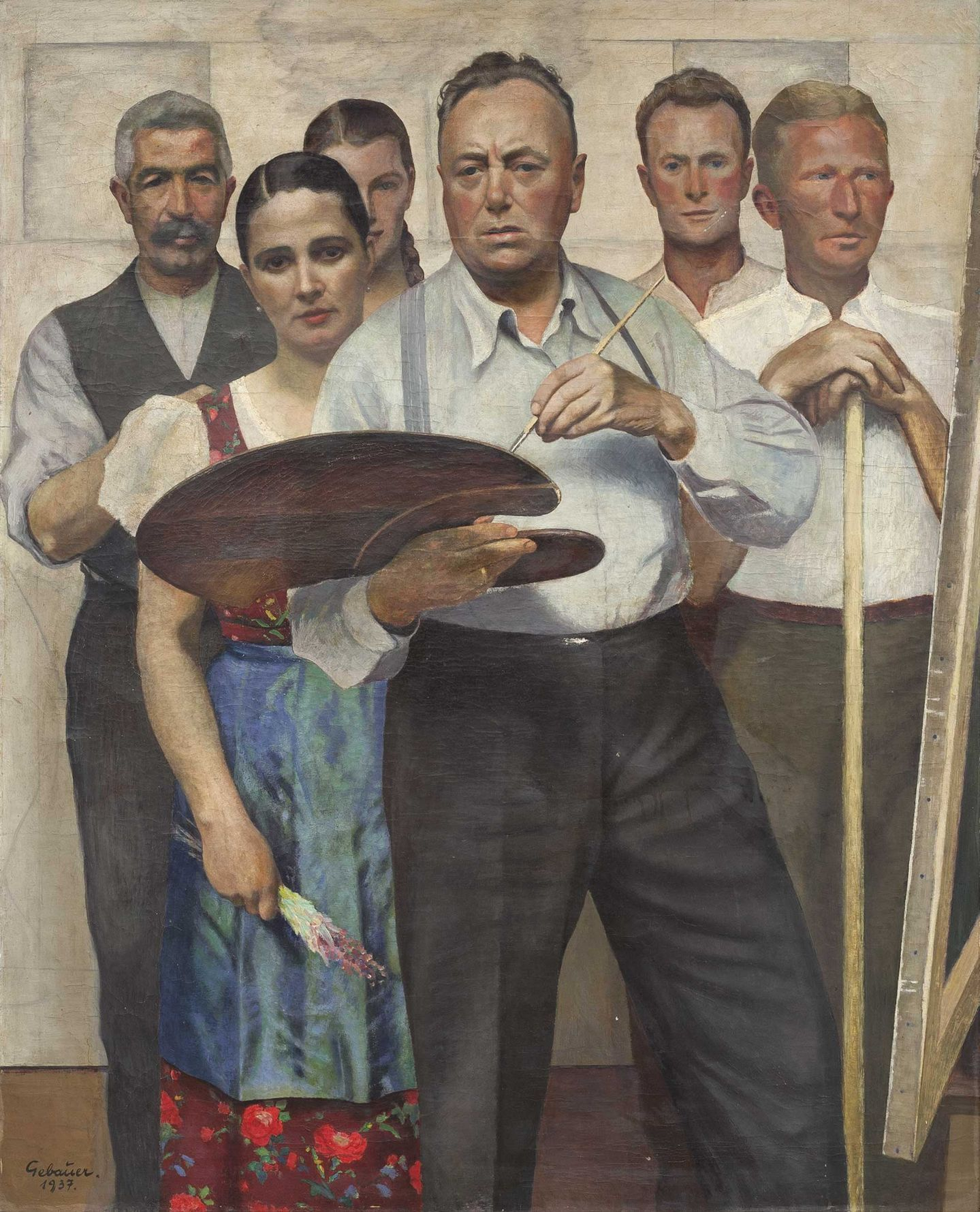
Selbstporträt mit Gesinde

Paul Gebauer musste seinen gesamten Besitz, darunter auch mehr als hundert Gemälde, in Sosnová zurücklassen. Seine Arbeiten wurden als ästhetisch minderwertig eingestuft und aus Museen ausgesondert. Nur ein Teil der Bilder verblieb im Schlesischen Landesmuseum in Troppau. Diese Gemälde wurden erst von der Kunsthistorikerin Anna Habánová wiederentdeckt und der Öffentlichkeit in der Gebauer-Ausstellung 2019 in der Regionalgalerie Liberec präsentiert.
Im Jahr 2019 wurde auch sein Gemälde Erntemahlzeit (Vesper auf dem Feld – Svačin na polí) (1942) im Thermalbad Velké Losiny bei Šumperk (Groß Ullersdorf) gefunden, das bis dahin als verschollen galt, und konnte restauriert werden. Das Gemälde hing ursprünglich im Speisesaal des vom Architekten Alfred Castelliz (1870–1940) entworfenen Kurbad-Komplexes. Nach der Restaurierung im Jahr 2020 wird es nun im Foyer des Heimatmuseums in Šumperk gezeigt.
Seine Werke befinden sich in den Sammlungen des Schlesischen Landesmuseums Opava und im Museum Bruntál. Sein Werkverzeichnis umfasst etwa 300 Werke, von denen aber viele verschollen sind.
- Selbstbildnis in Uniform (vor 1918), Schlesisches Landesmuseum Opava[10]
- Großmutter (1919) und Großvater (1919), Schlesisches Landesmuseum Opava[11]
- Selbstbildnis (Mitte der 1920er Jahre), Öl auf Leinwand, Schlesisches Landesmuseum Opava[12]
- Meine Frau (1924), Schlesisches Landesmuseum Opava[13]
- Porträt der Ehefrau Christa Gebauer (1928), Schlesisches Landesmuseum Opava[14]
- Porträt des Bankdirektors Koch (1928), Öl auf Leinwand, Schlesisches Landesmuseum Opava[15]
- Meine Nächsten – Die um mich (1929), Öl auf Leinwand, Schlesisches Landesmuseum Opava[16]
- Selbstbildnis (1929), Schlesisches Landesmuseum Opava[17]
- SchlesischerBauer (1929), Öl auf Leinwand (verschollen)[18]
- Bauern (1929), Öl auf Leinwand (verschollen)[19]
- Familie – Meine Frau mit den Kindern im Garten (1929), Museum Bruntál[20]
- Tante Ella und meine drei Kinder (1930), Museum Bruntál[21]
- Porträt der Gebrüder Gross (1931), Schlesisches Landesmuseum Opava[22]
- Der Sämann (1931), Fresko, Lesesaal der ehemaligen deutschen Stadtbücherei Opava. Rybí trh 183/4 (vormals Marieninstitut)[23]
- Weg zum Glück – Symbol des ewigen Lebens (1933), Fresko, Sparkassengebäude, Opava, Náměstí Republiky 425/15[24]
- Bildnis des Vaters (1933), Kunstgalerie Ostrava[25]
- Mein schlesisches Dorf (1933), Schlesisches Landesmuseum Opava[26]
- Familienporträt (vor 1934, verschollen)[27]
- Die Geburt Christi (1935), Öl auf Leinwand, Nationalgalerie Prag[28]
- Bauernhof im Winter (1936), Schlesisches Landesmuseum Opava[29]
- Auferstehung Christi (1936–1938), Altarfresko, Kirche St. Hedwig, Opava[30]
- Selbstporträt mit Gesinde (1937), Öl auf Leinwand, Schlesisches Landesmuseum Opava[31]
- Keimende Saat (Saatfurchen) (um 1938, verschollen)[32]
- Hans Kudlich bringt den Bauern die Freiheit (1941), Öl auf Leinwand, Entwurf  für ein Kudlich-Denkmal[33]
- Erntemahlzeit – Vesper auf dem Feld (1942), Öl auf Leinwand, Heimatmuseum Šumperk[34]

## Ausstellungen
- 1930, 1933 und 1938: Einzelausstellung im Schlesischen Landesmuseum
- 1931: Beteiligung an der Ausstellung sudetendeutscher Künstler in Nürnberg
- 1934: Ausstellung im Stadtmuseum in Freudenthal
- 1938: Beteiligung an der Ausstellung sudetendeutscher Künstler in Karlsbad, Reichenberg, Berlin, Stuttgart, Köln, Dresden und Breslau
- 1940/1941: Berlin, Haus der Kunst („Große Berliner Kunstausstellung“)
- 1942: Beuthen, Oberschlesisches Landesmuseum („Oberschlesische Kunstausstellung“)
- 2019: Paul Gebauer (1888–1951) Ausstellung in der Regionalgalerie Liberec[35][36]
- 2020: Paul Gebauer – „Akademischer Maler und Bauer“ im Schlesischen Landesmuseum in Opava und im Museum Bruntál[37][38][39]